# Маркетплейс

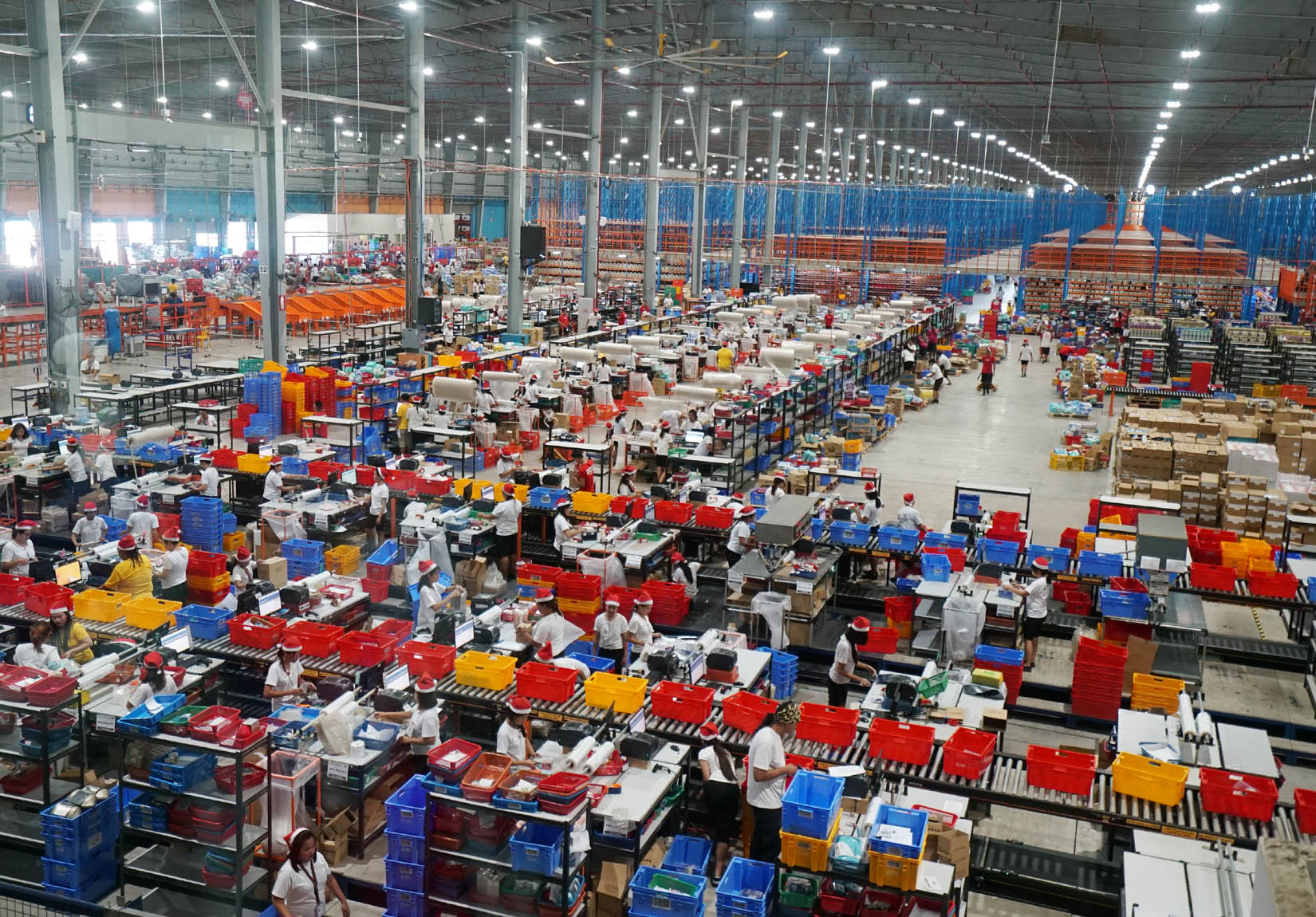
Склад маркетплейса Lazada на Филиппинах, 2018 год

Маркетпле́йс, электронный рынок (от англ. online marketplace, online e-commerce marketplace; электронный рынок, электронная торговая площадка) — платформа электронной коммерции, электронной торговли, предоставляющий информацию о продукте или услуге третьих лиц.
Маркетплейс представляет собой оптимизированную онлайн-платформу по предоставлению продуктов и услуг. Один и тот же товар зачастую можно купить у нескольких продавцов, при этом цена на товар может различаться.
Поскольку маркетплейсы объединяют продукты от широкого круга поставщиков, выбор этих продуктов более широк, а доступность — выше, чем в специализированных розничных интернет-магазинах. Начиная с 2014 года число маркетплейсов быстро растёт вслед за ростом их востребованности.

## История
В 1995 году была основана компания Amazon, которая начинала свою деятельность как розничный продавец книг. На сегодня она выступает крупнейшим маркетплейсом с восемью филиалами в разных странах мира. В том же 1995 году в США была также основана площадка интернет-аукционов eBay, которую по формальному признаку можно также отнести к маркетплейсам, так как этот онлайн-ресурс предоставляет возможность физическим и юридическим лицам выставлять их товары на продажу, однако в отличие от других маркетплейсов формирование стоимости товаров на eBay происходит по правилам аукциона.
В 1996 году Хироси Микитани основал в Японии магазин электронной коммерции Rakuten, а в 1997 году предоставил розничным продавцам возможность выстраивать собственные сайты на базе своего интернет-магазина.
В 1999 году в Китае появился интернет-ресурс Alibaba, созданный Джеком Ма, который стал крупнейшим в мире маркетплейсом с капитализацией 441 млрд долларов (по итогам 4-го квартала 2018 года).
В 2004 в России Владиславом и Татьяной Бакальчук основан Wildberries (Уа́йлдберрис, Ва́йлдберрис; ВБ; с англ. «Дикие ягоды»).

## Этимология
Термин «маркет» происходит от латинского mercatus («рыночная площадь»). Самое раннее зарегистрированное использование термина «маркет» в английском языке содержится в англосаксонской летописи 963 года, работа, которая была создана во времена правления Альфреда Великого (ок. 871—899) и впоследствии распространена, скопирована во всех английских монастырях. Точная фраза была «Ic wille þæt markete beo in see selue tun», что примерно переводится как «Я хочу быть на этом рынке в хорошем городе».

## Интернет-маркетинг
Маркетплейсы выступают информационными посредниками в маркетинге в онлайн-среде, которые предлагают клиентам сайт для связи онлайн-пользователей с информацией о продуктах и услугах различных компаний (авиабилеты, кейтеринги, одежда и обувь, другие товары и услуги). Этот метод проще для клиента, так как нет необходимости самому собирать информацию и изучать все предложения в сети, сравнивать цены, рейтинги и другие показатели.
B2B- и B2C-площадки выигрывают от онлайн-посредников. Кроме того, онлайн-посредники иногда предоставляют поддержку для социальных сетей, которые создают социальное сообщество для поставщика и клиента, для прямой связи друг с другом (например, резко увеличивающаяся тенденция развития электронной коммерции — сайт позволяет поставщику и клиенту делать бизнес в цифровой среде).
В электронной коммерции наряду с понятием «маркетплейс» используют также понятие «агрегатор» — это тоже платформа, предоставляющая информацию о продукте или услуге третьих лиц, однако в отличие от маркетплейса агрегатор является только посредником между покупателем и продавцом, не вступая в сделку (не берёт оплату на сайте, не занимается логистикой и т. п.).

## Критика

### Контрафакт
По сообщению «Коммерсанта», со ссылкой на данные юридического агентства IQ Technology, доля подделок электроники иностранного производства на российских маркетплейсах составляет (по данным на июль 2023 года) не менее 30 % для смартфонов и ноутбуков, а также 63 % для смарт-часов, что почти два раза выше чем годом ранее. Эксперты проанализировали 15 тыс. карточек товаров с Ozon, Wildberries, «Яндекс.Маркета», «Сбермегамаркета» и AliExpress, наиболее популярной оказались подделки электроники Samsung и Apple. Сами маркетплейсы отрицают данную статистику, а в ассоциации АКИТ утверждают что доля контрафакта на площадках (Wildberries, Ozon и DNS) не превышает 0,1 %.
Некоторые моменты, которые вызывали критику Wildberries:
- Конфликты с партнёрами. Например, в 2021 году сотрудники пунктов выдачи заказов (ПВЗ) устроили забастовку из-за новых правил оплаты труда. В 2022 году партнёры жаловались на непрозрачность процедур взаимодействия с площадкой.
- Штрафы за возврат товара. В 2022 году покупатели получали уведомления о том, что Wildberries списывает по 100 рублей за каждый возврат.
- Сбои в работе приложения. Осенью 2022 года клиенты сообщали о сбое, из-за которого им автоматически оформили доставку товаров из их корзины, а некоторым — случайных вещей со всего маркетплейса.
- Проблемы с техподдержкой. Некоторые продавцы отмечали, что техподдержка не решает проблемы оперативно, даёт шаблонные ответы.
- Ограничения для продавцов. Например, неудобство ведения товарного каталога, ограниченность мобильного приложения, невозможность влиять на некоторые процессы и акции.